# Abbaye de Hofen
Château de Friedrichshafen
L'abbaye de Hofen, aussi connue comme le château de Friedrichshafen, est une ancienne abbaye bénédictine au bord du lac de Constance, dans la commune de Friedrichshafen, dans le Land de Bade-Wurtemberg et l'archidiocèse de Fribourg-en-Brisgau.

## Histoire
L'abbaye de Hofen est fondée en 1085 par Berta, l'épouse du comte Othon Ier de Buchhorn pour des religieuses bénédictines. L'église paroissiale adjacente Saints-André-et-Pantaléon est subordonnée au monastère. Vers 1100, les Guelfes affilient Hofen à l'abbaye de Weingarten qui en fait un prieuré. En 1215, une nouvelle église est construite. Au XIIIe siècle, l'abbaye prend le nom du village voisin, Hofen.
À la fin du Moyen Âge, les sœurs veulent leur indépendance, mais l'abbé de Weingarten la leur refuse et les accuse de mauvaise gestion puis délaisse l'abbaye en 1419. La propriété du monastère, deux villages et quelques terrains, sont maintenant gérés par un prévôt. En 1524, l'abbaye est vendue par Uberlingen à la ville de Buchhorn qui le revend en 1548 à l'abbaye de Weingarten.
Pendant la guerre de Trente Ans, les bâtiments du monastère sont brûlés et détruits en 1634 par les Suédois. Cependant une activité monastique est relancée, entre 1695 et 1707, on construit un couvent majestueux et une magnifique église, sous la direction de Christian Thumb (de) et décorés de stucs des Schmuzer père et fils (de), en 1702, Weingarten ouvre un prieuré.
En 1803, l'abbaye de Weingarten est sécularisée et remise à la maison d’Orange-Nassau, de même que l'abbaye et le village de Hofen. En 1804, le lieu est préempté par l'Autriche puis attribué par le traité de Presbourg rédigé par Napoléon au Wurtemberg.
Le village de Hofen, quartier de Buchhorn, fusionne avec Friedrichshafen en 1810. L'église est consacrée au culte protestant. Les bâtiments abbatiaux sont restaurés en 1824 pour devenir la résidence d'été des rois de Wurtemberg.
Dès lors, le lieu de l'abbaye de Hofen devient le château de Friedrichshafen et l'église est rattachée au château. Aujourd'hui, c'est une propriété de la maison de Wurtemberg.